# 山名站

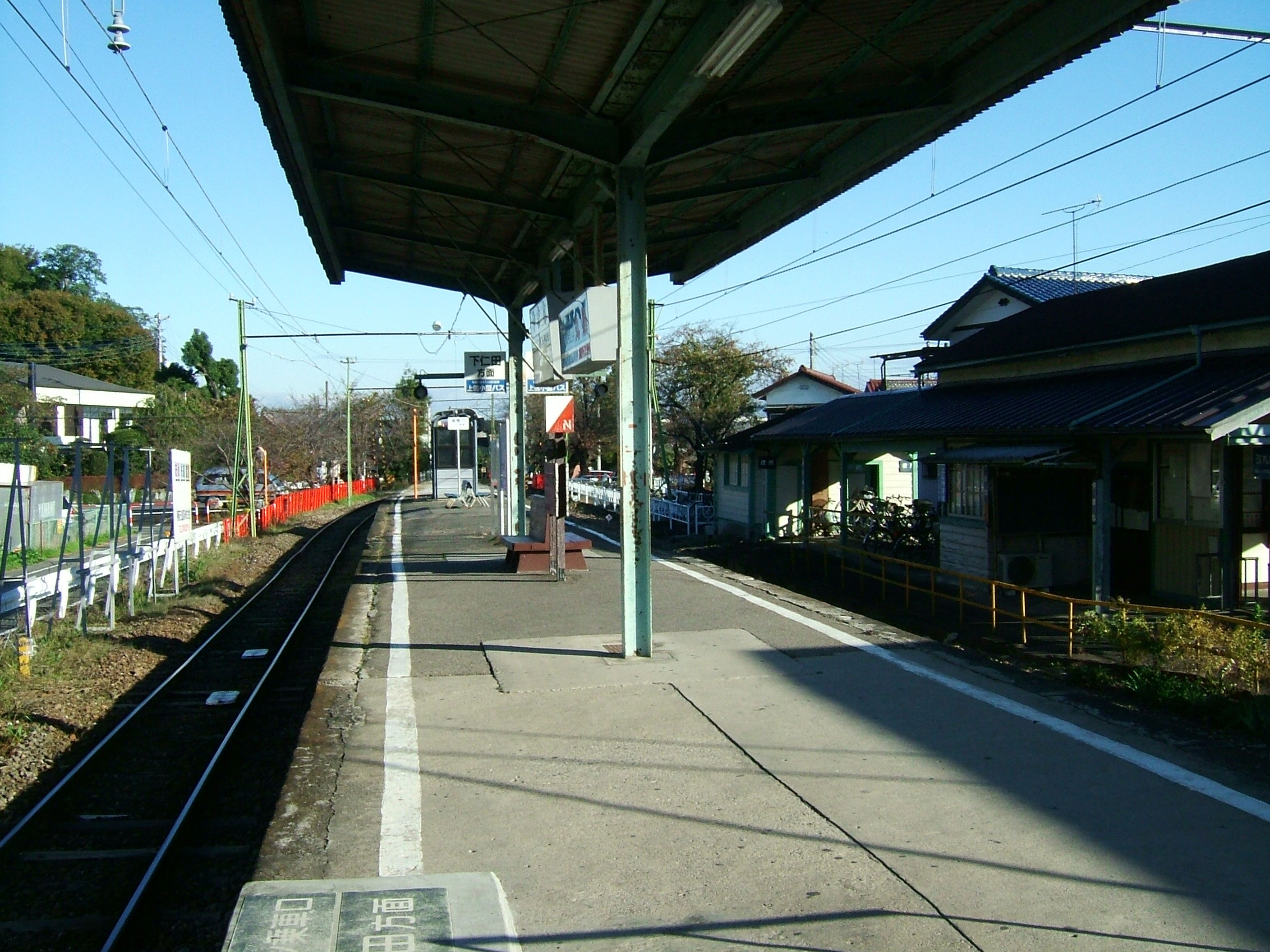
月台（2008年10月）

山名站（日语：／ Yamana eki */?）是位於群馬縣高崎市山名町1515番3號，上信電鐵的上信線車站。

## 車站構造
此站是地面車站，設有1面2線的島式月台。車站大樓位於靠近下仁田一方。兩月台之間設有站內平交道連接。列車靠右進站。廁所在2014年重建。車站大樓鄰接山名變電站。在車站外的單車停泊處靠近山名八幡宮一方，設有紀念昭和天皇行幸的迎光碑。
此站是委託車站。日間設有車站職員當值，在星期日與隔週星期六沒有車站職員當值。此站設有自動售票機，並只發售硬式車票。

## 使用狀況
根據「高崎市統計季報」，在2016年度1日平均乘車人次為126人。
| 年度   | 1日平均 乘車人次 |
| ------ | ---------------- |
| 2003年 | 220              |
| 2004年 | 208              |
| 2005年 | 176              |
| 2006年 | 166              |
| 2007年 | 150              |
| 2008年 | 149              |
| 2009年 | 145              |
| 2010年 | 148              |
| 2011年 | 139              |
| 2012年 | 137              |
| 2013年 | 134              |
| 2014年 | 129              |
| 2015年 | 125              |
| 2016年 | 126              |
| 2017年 | 129              |
| 2018年 | 129              |

## 車站周邊
- 高崎市政廳南八幡市民服務中心
- 高崎山名郵局
- 山名八幡宮（日语：山名八幡宮）
- 山名城（日语：山名城）址（中世山城的遺蹟）
- 群馬縣道30號寺尾藤岡線（日语：群馬県道30号寺尾藤岡線）

## 歷史
車站名稱取自山名町。
- 1897年（明治30年）5月5日 - 車站啟用。
- 1934年（昭和9年） - 在陸軍特別大演習中，把決戰地點選定為山名站周邊。昭和天皇在此站上落車[2]。

## 相鄰車站
上信電鐵
上信線
高崎商科大學前－山名－西山名

## 注腳
1. ↑  高崎市統計季報
2. ↑  『上信電鉄百年史』

## 外部連結
- 山名 | 上信電鐵株式會社 （页面存档备份，存于）（日語）